# Dendrobium procumbens
Dendrobium procumbens är en orkidéart som beskrevs av Cedric Errol Carr. Dendrobium procumbens ingår i släktet Dendrobium, och familjen orkidéer. Inga underarter finns listade i Catalogue of Life.